# Piazza del Limbo

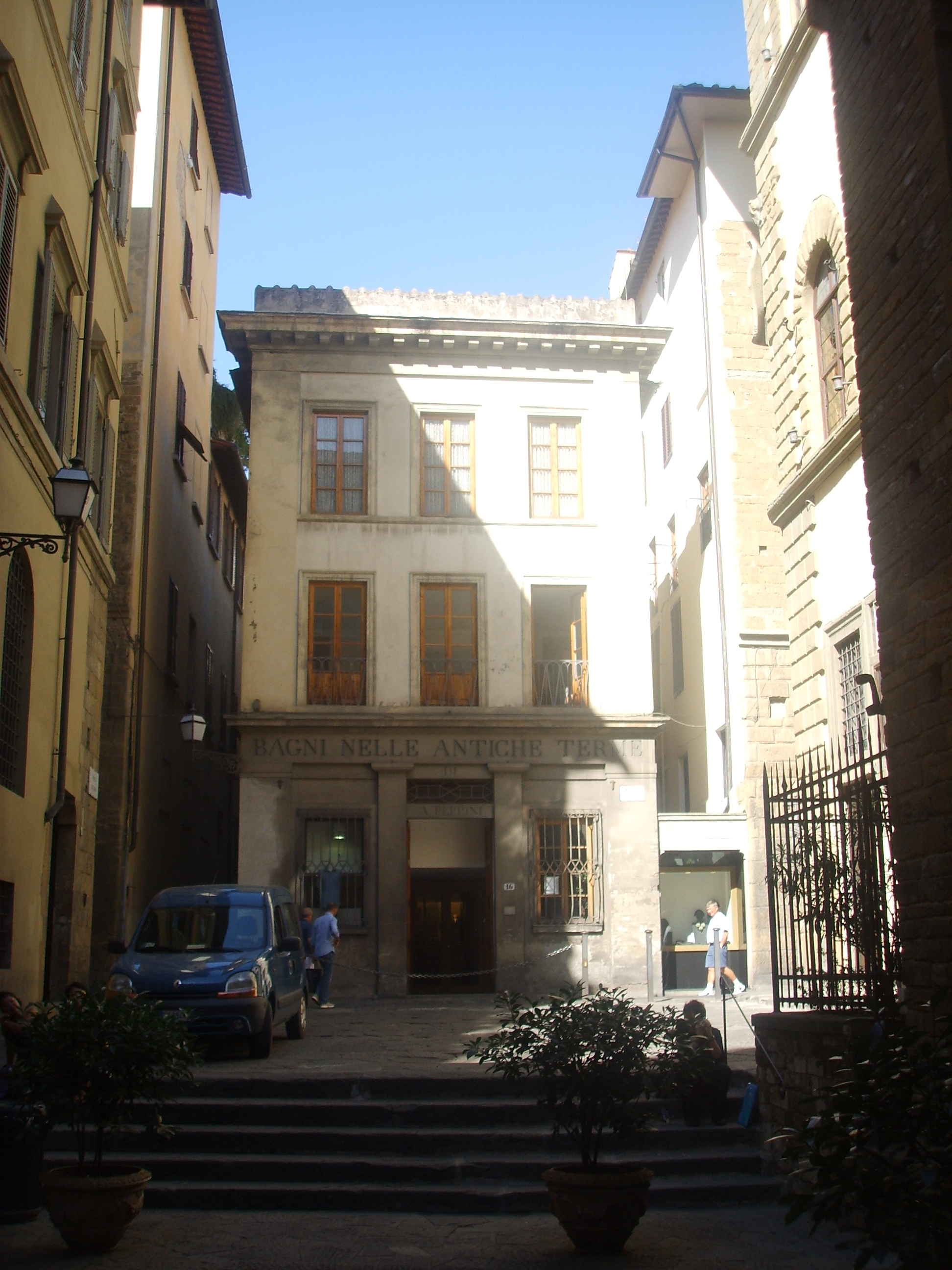
L'edificio delle vecchie terme

Piazza del Limbo è un'antichissima piazzetta del centro storico di Firenze, che si apre su Borgo Santi Apostoli.

## Storia e descrizione
La piazza prima dell'anno Mille era ancora situata al di fuori della cerchia romana delle mura cittadine, che passavano a pochissima distanza e solo con le nuove fortificazioni di epoca carolingia (X secolo) fu inclusa come tutto il triangolo di terra fino all'Arno.
Il toponimo prende il suo nome dal cimitero degli infanti morti prima di aver ricevuto il battesimo, per questo destinati a popolare con le loro anime il Limbo nel mondo ultraterreno. Anticamente la piazza era divisa in due piazzette dai nomi diversi, Piazza del Limbo appunto, e Piazza Santi Apostoli, davanti alla chiesa.
Sulla piazza si affaccia la chiesa di Santi Apostoli, una delle chiese fiorentine che maggiormente ha mantenuto un aspetto altomedievale al suo interno. Sulla facciata due targhe rievocano la sua leggendaria storia: una dice in latino che il 6 aprile 801 Carlo Magno, alla presenza dei paladini Rolando e Uliviero e del vescovo Turpino, fondò la chiesa (in realtà l'imperatore in quel periodo non poteva trovarsi a Firenze), mentre la seconda, in caratteri longobardi, ricorda come il priore Ugolotto, morto nel 1333, fece eseguire varie opere di restauro e ampliamento della chiesa, oltre a far decorare il soffitto ligneo.
A fianco della chiesa si trova il lato corto del Palazzo Borgherini-Rosselli del Turco, con varie targhe e iscrizioni: un monogramma di Cristo e un piccolo ritratto di profilo, una Madonna con bambino a bassorilievo scolpita, tradizionalmente attribuita a Benedetto da Maiano, e due epigrafi in pietra serena di spirito devozionale. Poco lontano i Borgherini potevano vantare uno dei pochi giardini privati della Firenze medievale, passato poi ai Rosselli del Turco.
Il palazzo sulla destra della chiesa appartenne agli Altoviti e presenta un grande stemma scolpito sulla facciata.
Sul lato prospiciente da Borgo Santi Apostoli si vede la struttura, oggi chiusa, degli ottocenteschi Bagni nelle antiche terme, realizzati da Antonio Peppini (come inciso a grandi lettere sulla facciata) sul sito delle terme romane di Florentia, usati un tempo come bagni pubblici. Una targa a destra dell'edificio ricorda come il Sig. Peppini ricevette l'autorizzazione a chiudere dei vicoli a fianco dello stabilimento, un esempio di come si avesse una scarsa considerazione degli antichi passaggi medievali, anticipando l'epoca del cosiddetto Risanamento (1865-1871 circa).
Da Piazza del Limbo parte una delle due processioni della festa dello Scoppio del Carro, quella che dopo aver acceso il fuoco con le sacre pietre focaie conservate in Santi Apostoli, si ricongiunge all'altra, quella del Carro, in Piazza della Repubblica per poi dirigersi assieme verso Piazza del Duomo dove avviene lo scoppio.

## Curiosità
- A Firenze esiste anche un vicolo detto del Limbo, ma non ha niente a che spartire con questa piazza. Vicino a Via del Purgatorio, deve il nome probabilmente a un'osteria, che al pari di altre nella zona, si ispirava ai mondi descritti da Dante Alighieri.

## Altre immagini

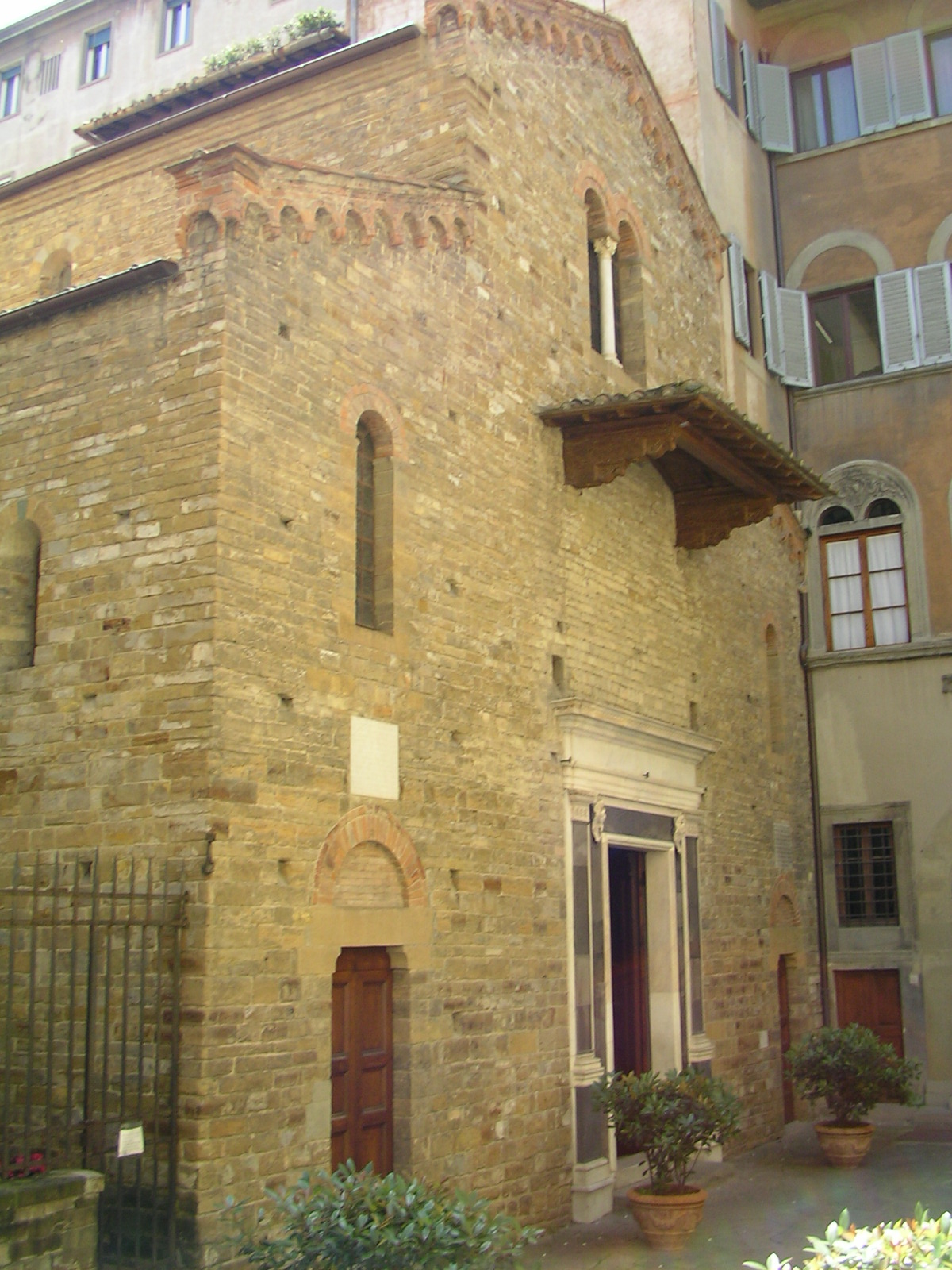
Chiesa di Santi Apostoli
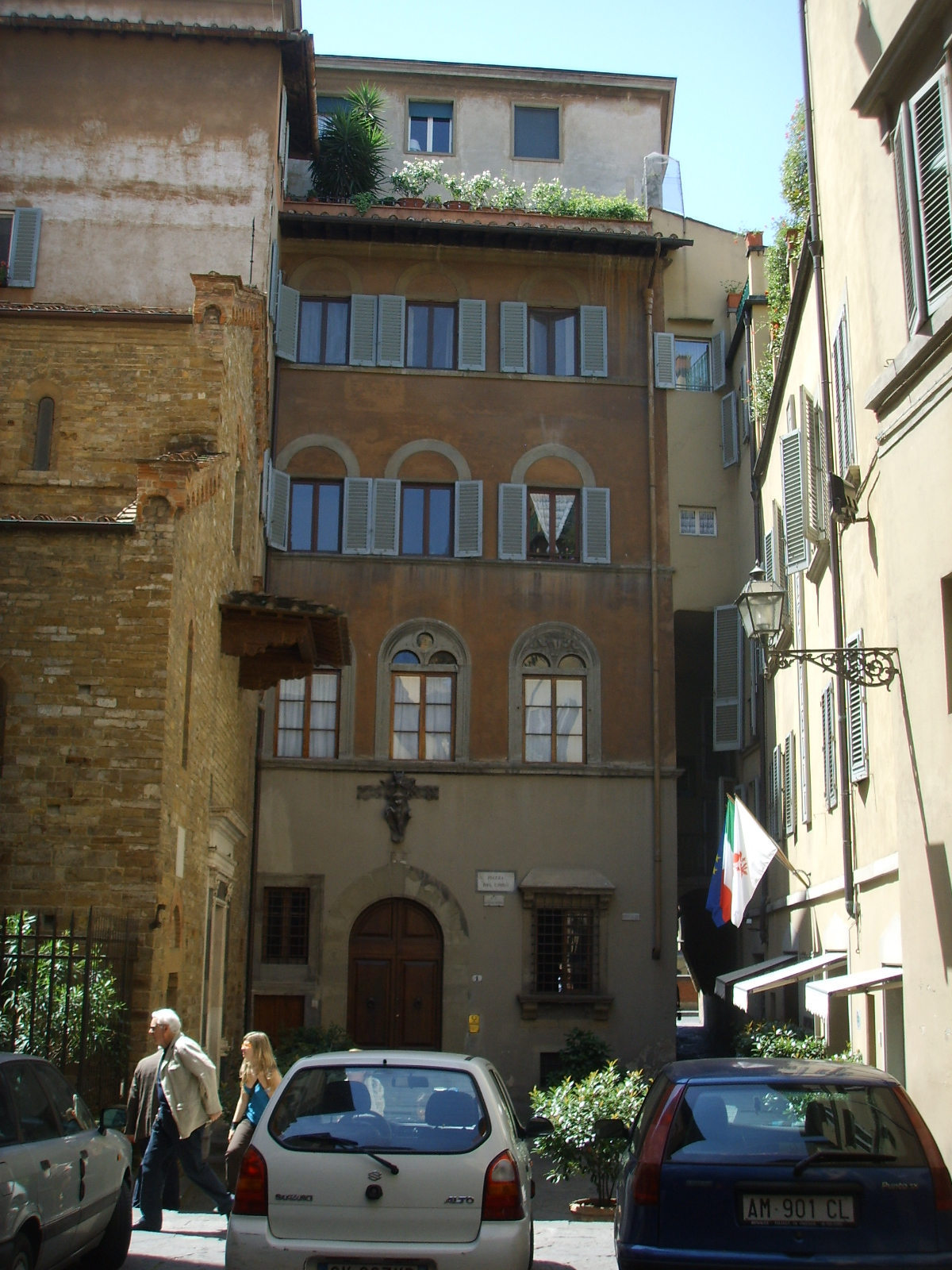
Palazzo Altoviti
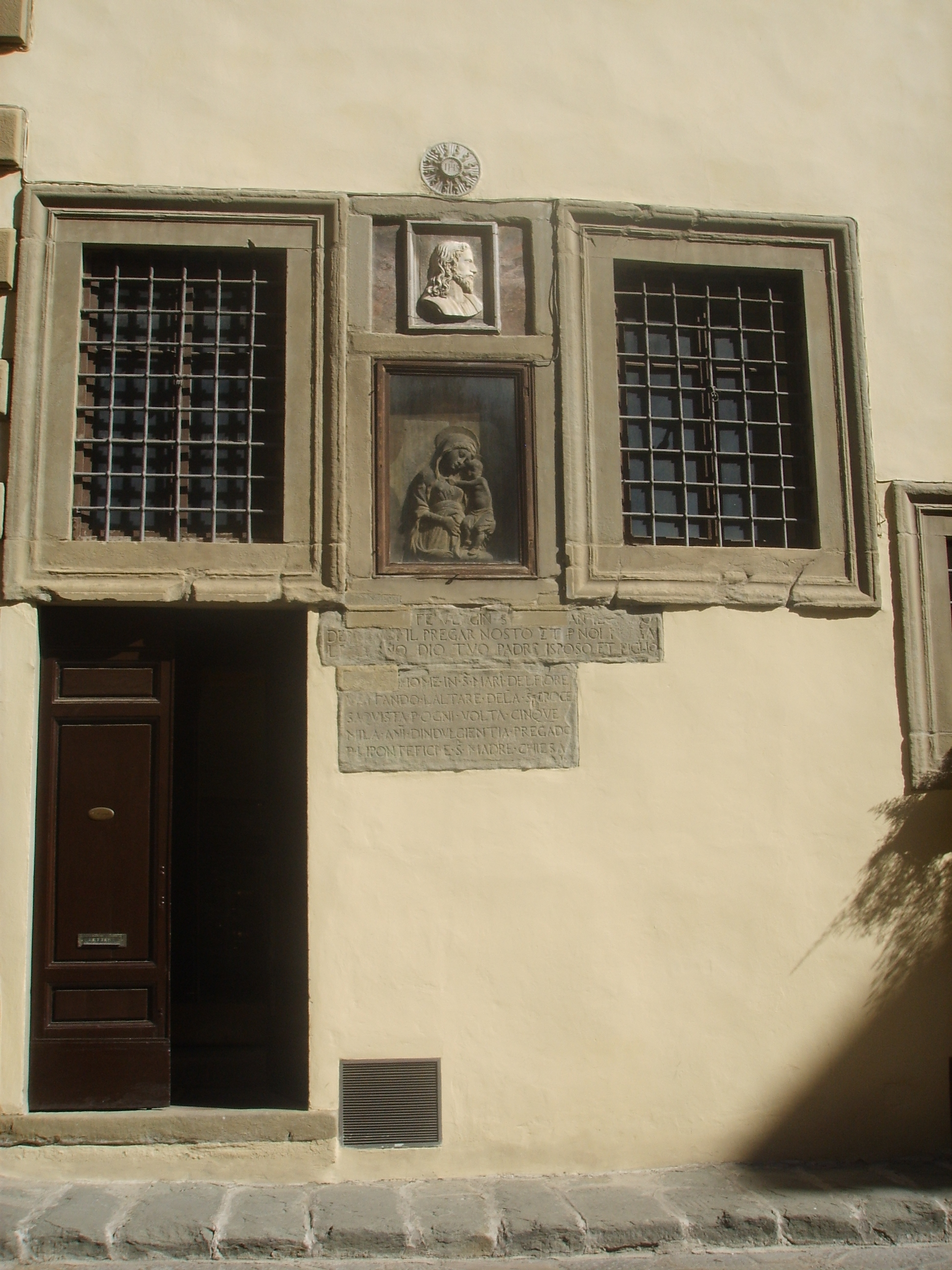
Targhe sul Palazzo Borgherini-Rosselli Del Turco